# Gran tormenta de 1703

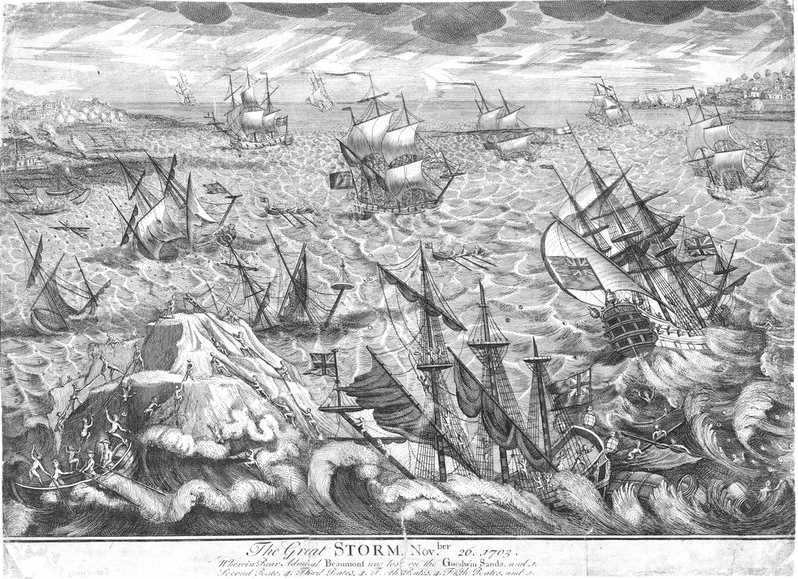
Gran tormenta del 26 de noviembre de 1703, en la que el contralmirante Beaumont se perdió en Goodwin Sands - Escuadrón de observación de Beaumont frente a Dunkerque

La gran tormenta de 1703 fue un destructivo ciclón extratropical que azotó el centro y sur de Inglaterra entre el 26 de noviembrejul./ 7 de diciembregreg. y el 29 de noviembrejul./ 10 de diciembregreg. de 1703. Los fuertes vientos provocaron el colapso de 2.000 chimeneas en Londres. Los barcos se desviaron cientos de millas de su rumbo y se contaron más de 1.000 muertos entre los marineros. Boletines con las noticias de las víctimas se vendieron por toda Inglaterra. La Iglesia de Inglaterra declaró que la tormenta fue la venganza de Dios por los pecados de la nación. Daniel Defoe lo atribuyó a un castigo divino por la mala actuación contra los ejércitos católicos en la guerra de sucesión española.

## Gravedad
Los observadores contemporáneos registraron lecturas barométricas tan bajas como 973 milibares (medidas por William Derham en el sur de Essex), pero se ha sugerido que la tormenta incluso llegó a profundizarse con la medición de 950 milibares sobre las Midlands inglesas.
El análisis retrospectivo conjetura que la tormenta fue consistente con un huracán de categoría 2.

## Daño
Solo en Londres, aproximadamente 2.000 enormes chimeneas fueron derribadas. El techo de plomo se desprendió de la Abadía de Westminster y la reina Ana tuvo que refugiarse en un sótano en el Palacio de St. James ante la posibilidad de colapso de las chimeneas y parte del techo. En el Támesis, se amontonaron unos 700 barcos en la Pool de Londres, la sección aguas abajo del Puente de Londres. El HMS Vanguard naufragó en Chatham.
Hubo inundaciones extensas y prolongadas en West Country, particularmente alrededor de Bristol. Cientos de personas se ahogaron en las inundaciones del condado de somerset, junto con miles de ovejas y ganado, y se encontró un barco a 15 millas (24,1 km) tierra adentro. Aproximadamente 400 molinos de viento fueron destruidos, con el viento impulsando sus engranajes de madera tan rápido que algunos estallaron en llamas. En Wells, el obispo Richard Kidder y su esposa murieron cuando dos chimeneas en el palacio cayeron sobre ellos, dormidos en la cama. Esta misma tormenta sopló en parte de la gran ventana oeste de la catedral de Wells. Se produjeron daños importantes en la torre suroeste de la catedral de Llandaff en Cardiff, Gales.
En el mar, muchos barcos naufragaron, algunos de los cuales regresaban de ayudar al archiduque Carlos, el reclamado rey de España, a luchar contra los franceses en la guerra de sucesión española. Estos barcos incluían el HMS Stirling Castle, el HMS Northumberland, el HMS Mary y el HMS, con cerca de 1500 marineros muertos especialmente en Goodwin Sands. En total, se perdieron entre 8000 y 15.000 vidas.

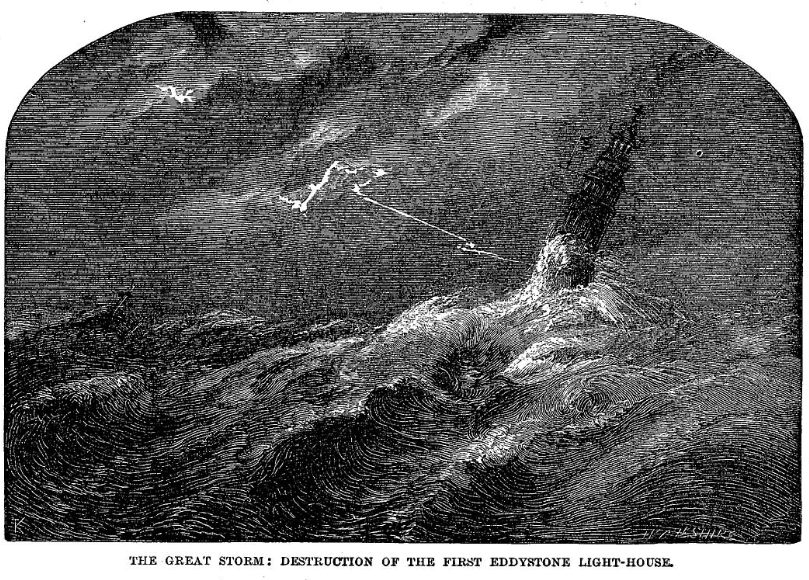
Destrucción del primer faro de Eddystone en la gran tormenta de 1703

La tormenta de 1703 atrapó a un convoy de 130 barcos mercantes que se refugiaban en Milford Haven, junto con sus escoltas de hombre de guerra Dolphin, Cumberland, Coventry, Looe, Hastings y Hector. A las 3:00 p. m. de la tarde siguiente, las pérdidas incluyeron 30 embarcaciones.

## Reacción
La tormenta no tuvo precedentes en cuanto a ferocidad y duración y, en general, los testigos la consideraron que representaba la ira de Dios, en reconocimiento del "llanto de los pecados de esta nación". El gobierno declaró el 19 de enero de 1704 como día de ayuno, diciendo que "pide en voz alta la más profunda y solemne humillación de nuestro pueblo". Seguía siendo un tema frecuente de moralización en los sermones hasta bien entrado el siglo XIX.